# Rhynchonema hirsutum
Rhynchonema hirsutum är en rundmaskart. Rhynchonema hirsutum ingår i släktet Rhynchonema och familjen Monhysteridae. Inga underarter finns listade i Catalogue of Life.